# Alain Dufaut
Pour les articles homonymes, voir Dufault.
Alain Dufaut, né le 2 janvier 1944 à Apt (Vaucluse), est un homme politique français, membre du RPR, de l'UMP et du parti Les Républicains.

## Biographie
Géomètre-expert de profession, il devient conseiller général de Vaucluse, élu dans le canton d'Avignon-Ouest, le 21 mars 1982. Il est constamment réélu depuis.
Alain Dufaut devient sénateur de Vaucluse le 1er octobre 1987, en remplacement de Maurice Charretier, décédé. Il est élu sous son propre nom le 24 septembre 1995, puis réélu le 26 septembre 2004. Se présentant en 2014 à la tête d'une deuxième liste UMP, il n'est pas réélu au scrutin proportionnel. Battu d'une seule voix, il dépose un recours au Conseil constitutionnel qui proclame finalement son élection le 12 février 2015.
Il est candidat aux élections départementales de mars 2015 dans le canton d'Avignon-2, où il éliminé au premier tour face aux candidats FN et Verts.

## Détail des mandats et fonctions
- Sénateur de Vaucluse
- Conseiller général de Vaucluse, élu dans le canton d'Avignon-Ouest
- Membre de la communauté d'agglomération du Grand Avignon
- Membre de l'Observatoire national de la sécurité et de l'accessibilité des établissements d'enseignement